# Сусузлуг
Сусузлуг (также Сусузлук, Суздук, Сусузлах  (азерб. Susuzluq) — село в Кельбаджарском районе Азербайджана. 

## География
Расположено в северной части Кельбаджарского района, у подножия горы Сусузлук (2846 метров). Ближайшие соседние сёла — Бабашлар, Чапли.

## Этимология
Название села происходит от одноимённых горы и впадины, где располагается село. Эти оронимы на азербайджанском языке означают «безводное место».

## История
По имеющимся сведениям, село было основано в XIX веке выходцами из села Алийли (ныне — село Сарыкёйнек Кедабекского района Азербайджана).
По материалам издания «Административное деление АССР», подготовленных в 1933 году Управлением народно-хозяйственного учёта АССР (АзНХУ), по состоянию на 1 января 1933 года населённое место Сусузлах входило в Камышлинский сельсовет Кельбаджарского района Азербайджанской ССР. Население составляло 303 человека (52 хозяйства, из них 18 общих и 34 единоличных, 164 мужчины и 139 женщин). Национальный состав всего Камышлинского сельсовета, включавшего также сёла Агдабан, Багырсак, Бахарлы, Яншах, Камышлы — центр, Заллар, на 100 % состоял из тюрков (азербайджанцев).
По этнографическим материалам 1960-х годов село Сусузлуг было населено субэтнической группой азербайджанцев — айрумами.
Уроженкой села является Хокума Алиева — Национальный герой Азербайджана.

### Карабахский конфликт
В ходе Первой карабахской войны перешло под контроль непризнанной Нагорно-Карабахской Республики, под контролем которой село находилось с начала 1990-х годов до ноября 2020 года и входило в Шаумяновский район НКР. 
25 ноября 2020 года на основании трёхстороннего соглашения между Азербайджаном, Арменией и Россией от 10 ноября 2020 года Кельбаджарский район возвращён под контроль Азербайджана.

### Взрыв вблизи села Сусузлуг
4 июня 2021 года в результате попадания на противотанковую мину автомобиля КАМАЗ, в котором находились сотрудники телеканалов и информационных агентств, командированные в Кельбаджарский район в связи с исполнением служебных обязанностей, в направлении села Сусузлуг погибли три человека – оператор AzTV Сирадж Абышев, сотрудник информагентства АЗЕРТАДЖ Магеррам Ибрагимов, заместитель представителя главы исполнительной власти Кяльбаджарского района по административно-территориальному округу села Сусузлуг Ариф Алиев; еще 4 человека получили телесные повреждения различной степени тяжести.
Генеральная прокуратура Азербайджанской Республики и Министерство внутренних дел Азербайджанской Республики подтвердили информацию о произошедшем инциденте. Сотрудники прокуратуры и полиции осмотрели место происшествия, была назначена судебно-медицинская экспертиза, выполнены другие процессуальные действия. По факту в Военной прокуратуре Азербайджанской Республики возбуждено уголовное дело по статьям 100.2 (планирование, подготовка, развязывание или ведение агрессивной войны), 116.0.6 (нарушение международно-правовых норм во время вооружённого конфликта) и др. Уголовного кодекса. Были начаты интенсивные оперативно-следственные действия.
После инцидента основатель центра специальной военной подготовки «Тигран Мец» подполковник ВС Армении Корюн Гумашян сообщил армянским СМИ, что 17 грузовиков заминировали Лачин и Кельбаджар. Он добавил, что готов предоставить Азербайджану карты минных районов в обмен на «армянских пленных в Азербайджане».